# Mot dagen
Mot dagen (Against the Day) är en roman av den amerikanske författaren Thomas Pynchon utgiven 2006.
Handlingen utspelar sig från Världsutställningen i Chicago 1893 till några år efter första världskriget. Den över tusensidiga romanen utspelar sig på vitt skilda platser i Nordamerika, Europa och Asien och har ett mycket stort persongalleri av både fiktiva och verkliga personer, bland andra Nikola Tesla som förespråkar gratis elektricitet som en väg till en rättvis värld. Även verkliga händelser som den störtade kampanilen i Venedig 1902 och Tunguska-explosionen i Sibirien 1908 vävs in i handlingen.

## Handling
Mycket av handlingen kretsar kring ballongflygklubben "Slumpens kompisar" ("Chums of chance", "Vågspelets våghalsar" i den svenska översättningen). De dyker upp med jämna mellanrum i romanen på sin väg med sin farkost "Obekvämligheten" jorden runt i gåtfulla ärenden på en okänd överhets befallningar. En central roll spelar en anarkistisk bombkastare i Colorado vid namn Webb Traverse och hans tre söner plus de många kvinnorna i deras liv. Denne Webb blir av dunkla anledningar ihjälskjuten av revolvermän på befallning av den hänsynslöse magnaten Scarsdale Vibe, varpå sönerna svär att de ska ägna sina liv åt att hämnas.

## Mottagande
Vid sin utgivning fick romanen ett blandat mottagande. Många kritiker hade invändningar mot att den över tusensidiga romanen innehöll för mycket. "Pynchons nya ser ut som en bok någon av hans många efterföljare skulle ha kunnat skriva", tyckte New York Times kritiker Michiko Kakutani som gav ett negativt omdöme: "Den är som ett uppblåst läggspel, pretentiös utan att provocera, elliptisk utan att vara klargörande, komplicerad utan att vara tillfredsställande komplex."  Överlag fick dock romanen ett positivt mottagande. Flera kritiker var djupt imponerade och menade att det var Pynchons mest övertygande verk. En kritiker i Los Angeles Times skrev att han ger ett porträtt av "modernitetens blodiga ursprung och tvivelaktiga konsekvenser" och visar framför allt hur makten försöker "först att köpa, sedan att komprommettera och sist att krossa allt som hotar den" och att 
"Eftersom Pynchon för det mesta fokuserar på dem som opponerar sig mot denna makt, på dem som fruktar och föraktar den, präglas boken också när den är som mest blixtrande uppfinningsrik av ett mörkare stråk."